# Fuji-Q Highland
Fuji-Q Highland (富士急ハイランド) is een Japans attractiepark nabij de stad Fujiyoshida in de prefectuur Yamanashi.

## Algemene informatie
Fuji-Q Highland ligt aan de voet van de vulkaan Fuji. Voor het park moet een basistoegangsprijs worden betaald die toegang tot een aantal attracties omvat, voor de spectaculairdere attracties moet extra worden betaald. Voorbeelden hiervan zijn Do-Dodonpa, Eejanaika en Fujiyama.
Het park heeft ook een parkdeel speciaal voor kinderen genaamd Thomas Land, dit is gethematiseerd naar Thomas de stoomlocomotief.
In 2006 kwamen de kandidaten van het programma The Amazing Race ook in Fuji-Q Highland terecht en zochten onder andere in de attracties Do-Dodonpa en Fujiyama naar hints voor de volgende bestemming.
In 2021 werd Do-Dodonpa gesloten na klachten over botbreuken in nek, rug en benen. In 2024 kondigde Fuji-Q Highland de permanente sluiting van Do-Dodonpa aan.

## Attracties
- Tekkotsu Bancho - een starflyer
- Nagashimasuka - een rapid river
- Labyrint of Fear 4.0 - een walk-through spookhuis
- Great ZABOON - een splash
- Red Tower - een dropshottoren

### Achtbanen

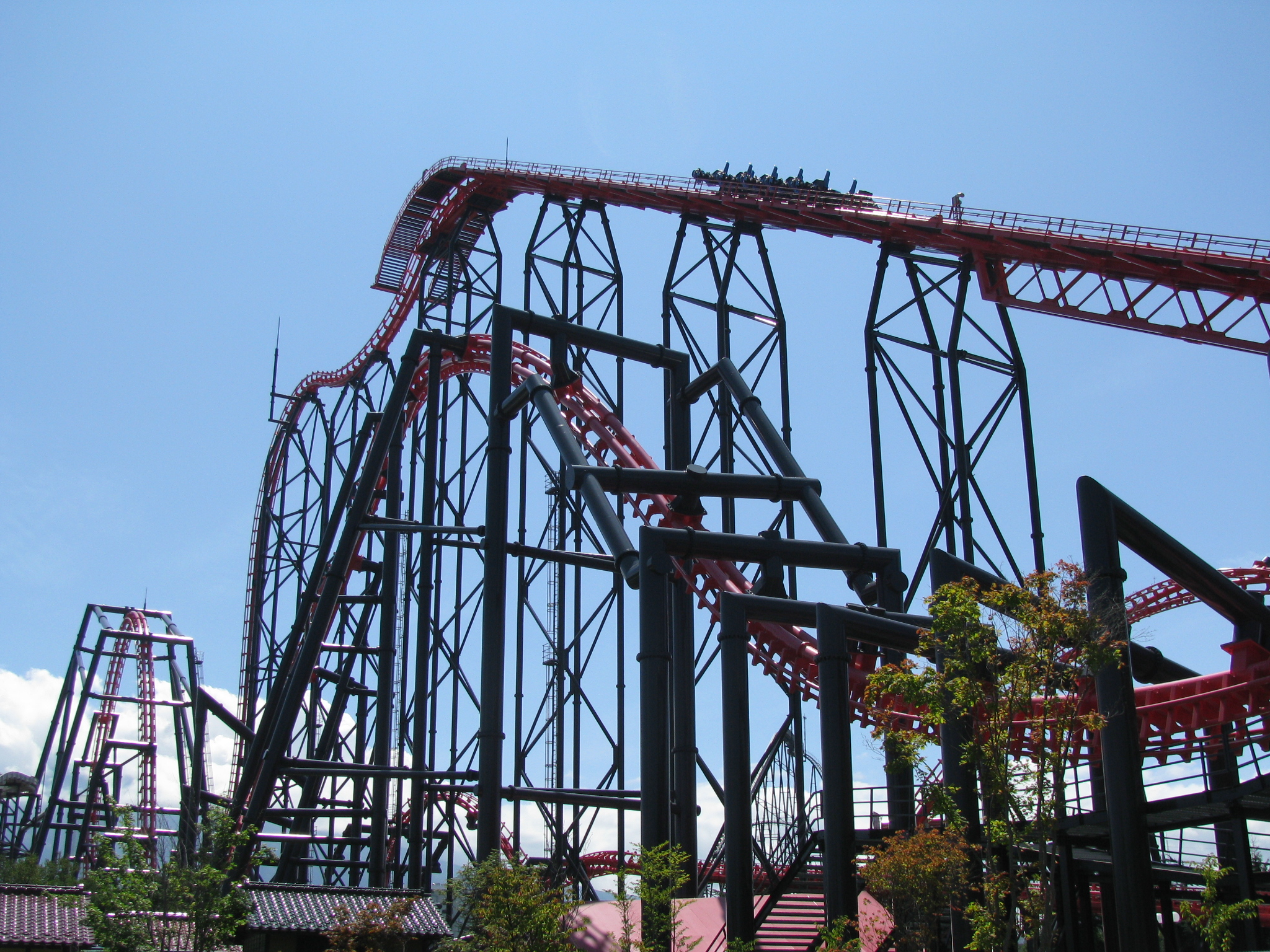
De optakeling van Eejanaika

| Naam                          | Openingsjaar | Type                    | Bouwer      |
| ----------------------------- | ------------ | ----------------------- | ----------- |
| Eejanaika (ええじゃないか)    | 2006         | 4 dimensionale achtbaan | S&S Arrow   |
| Fujiyama                      | 1996         | Stalen achtbaan         | TOGO        |
| Fuwa Fuwa Osora No Dai-Bouken | 2001         | Omgekeerde achtbaan     | Hoei Sangyo |
| Mad Mouse                     | 1998         | Wildemuis-achtbaan      | onbekend    |
| Takabisha                     | 2011         | Stalen achtbaan         | Gerstlauer  |
| Zokkon                        | 2023         | Stalen achtbaan         | Intamin     |

### Verdwenen achtbanen
| Naam                | Openingsjaar | Sluitingsjaar | Type               | Bouwer                    |
| ------------------- | ------------ | ------------- | ------------------ | ------------------------- |
| Do-Dodonpa          | 2001         | 2021          | Lanceerachtbaan    | S&S Arrow                 |
| Double Loop         | 1988         | 2004          | Stalen achtbaan    | Meisho Amusement Machines |
| Giant Coaster       | ?            | 1998          | Stalen achtbaan    | Sansei Yusoki             |
| Moonsault Scramble  | 1983         | 2000          | Shuttle-achtbaan   | Meisho Amusement Machines |
| Rock 'N Roll Duncan | 1998         | 7 Juni 2023   | Kinderachtbaan     | Sansei Yusoki             |
| Zola 7              | ?            | ?             | Overdekte achtbaan | TOGO                      |